# نش (باكينجهامشير)
نش (بالإنجليزية: Nash, Buckinghamshire)‏ هي قرية وأبرشية مدنية تقع في المملكة المتحدة في إنجلترا. يقدر عدد سكانها بـ 417 نسمة .